# Вонг (Marvel Comics)
Вонг (англ. Wong) — персонаж комиксов издательства Marvel Comics. Он является слугой Верхового чародея Доктора Стрэнджа. Вонг впервые появился в комиксе Strange Tales #110 (июль 1963). В минисерии 2006 года Doctor Strange: The Oath показано, что Вонг происходит из семьи монахов, живущих в Камар-Тадже. У него есть двоюродный брат, который проходит обучение оккультизму, и он говорил с Вонгом о том, что однажды заменит его в качестве слуги Доктора Стрэнджа.
Персонаж был изображен Клайдом Кусацу в телефильме «Доктор Стрэндж» (1978). Бенедикт Вонг исполнил роль Вонга в фильмах медиафраншизы «Кинематографическая вселенная Marvel» (КВМ) «Доктор Стрэндж» (2016), «Мстители: Война бесконечности» (2018), «Мстители: Финал» (2019), «Шан-Чи и легенда десяти колец» (2021), «Человек-паук: Нет пути домой» (2021) и «Доктор Стрэндж: В мультивселенной безумия» (2022), а также в сериале «Женщина-Халк: Адвокат» (2022). Кроме того, Бенедикт озвучил версию Вонга из альтернативной временной линии в мультсериале «Что, если…?» (2021).

## История публикаций
Вонг впервые появился в Strange Tales #110 (июль, 1963 года) и был создан сценаристом Стэном Ли и художником Стивом Дитко.

## Биография
Вонг является потомком китайского монаха Кана, жившего примерно тысячу лет назад и являющегося учеником оккультизма. В роду существовала традиция: мужчины-первенцы должны были служить мистикам, которые, в свою очередь, служат силам добра. Последние десять поколений мужчин служили могущественному волшебнику по имени Древний. Последним из них был отец Вонга Хамир Отшельник.
Поскольку Вонг с раннего детства был слугой древнего мага, ему были известны все секреты Древнего. Во время своего обучения в монастыре он освоил различные боевые искусства. Когда Вонг достиг совершеннолетия, Древний направил его к своему ученику Доктору Стивену Стрэнджу. Таким образом Вонг стал первым человеком из своего рода, который направился в Америку. В течение долгих лет Вонг верой и правдой прислуживал Доктор Стрэнджу. Секретарь Стрэнджа Сара Вольф испытывала сильную симпатию к Вонгу, который ответил ей взаимностью. Тем не менее их роман оборвался, когда женщина по имени Имей Чанг, на которой Вонг мечтал жениться, достигла своего совершеннолетия.
Однажды Вонг был обращён в вампира, однако Доктору Стрэнджу удалось вернуть ему человеческий облик. Позднее Вонг был похищен Королевой Теней, однако Доктор Стрэндж смог пробраться в её царство и спасти своего помощника.
Вонг был похищен вместе с Топаз инопланетным колдуном по имени Уртона, который использовал свои магические силы, чтобы украсть дом Доктора Стрэнджа, а заодно и мистические талисманы и книги, принадлежавшие ему. Уртона также сильно изуродовал лицо Вонга. Стрэнджу удалось проникнуть на базу Уртоны, где он победил его. Вонг был возвращён на Землю, где Топаз восстановила его лицо.
Некоторое время спустя Доктор Стрэндж использовал заклинание, в результате которого всё население Земли, включая Вонга, поверило в его смерть. Вонг и Вольф стали администраторами института по изучению оккультизма. После победы над Шума-Горатом, Стрэндж отменил заклинание и к Вонгу и другим жителям планеты вновь вернулась память. Вонг также воссоединился с Имей Чанг. Когда Имей была изменена одним из врагов Стрэнджа, Вонг надеялся, что Стрэндж поможет ей, однако в тот момент у него были проблемы. Это привело к первой ссоре между Вонгом и его мастером. Позже выяснилось, что настоящая Имей была мертва, а эта — всего лишь подделка. Из-за этого индицента Вонг потерял рассудок и некоторое время сражался бок о бок с врагами Стрэнджа против своего мастера. Вскоре они помирились, когда лечили друг друга как равные, а не как слуга и господин.
Незадолго до событий Гражданской войны у Вонга обнаружилась неоперабельная опухоль мозга. Благодаря последней капле эликсира Откида Стрэнджу удалось спасти ему жизнь.
Во время событий Новые Мстители, многие супергерои, которые не захотели регистрироваться в государственных органах пустились в бега и Стрэндж радушно приветствовал их в своём доме. Вонг служил им также как и своему господину и занимался их лечением. Когда Доктор Стрэндж объединился с Мстителями, он предложил Вонгу устроиться поваром в особняке Мстителей, на что тот согласился.

## Силы и способности
Вонг представлен как человек спортивного телосложения, у которого отсутствуют сверхъестественные силы. Несмотря на это, он является мастером различных боевых искусств. Как слуга Стрэнджа, он также имеет некоторые познания в области магии, в теории. В прошлом Стрэндж обучил его нескольким магическим заклинаниям, однако Вонг не является адептом в этой области.

## Альтернативные версии

### Earth X
В мрачном будущем Земля X астральная форма Доктора Стрэнджа была убита Клеа. Вонг заботился о теле учителя. Когда Туман Терриген был выпущен в атмосферу Земли, Вонг подвергся мутации. Нижняя часть тела Вонга превратилась в верхнюю, из-за чего он стал походить на сиамских близнецов. Вонг стал известен под именем Красный Ронин и встал на путь зла. Со временем Вонг сознался в своих ошибках и был убит Адамом Варлаком.

### Marvel Zombies
Во вселенной Marvel Зомби Вонг приютил укушенного Доктора Друида. Он пытался излечить его от вируса, однако Доктор Друид вышел из под контроля и убил его.

### Chapter One
В этой вселенной Вонг является упрямым учеником Древнего. Узнав о силе некоторых реликвий, он покидает монастырь, чтобы защищать их. Во время пути он духовно и физически наставляет Стивена Стрэнджа.

### Strange (2005)
В ограниченной серии Стрэндж Вонг сражается бок о бок с Клеа и новобранцем Стефаном Стрэнджем против Барона Мордо и Дормамму. После победы Вонг заявляет о своём намерении стать слугой Стрэнджа.

### Ultimate Marvel
Ultimate Вонг впервые появился в Ultimate Marvel Team-Up #12. В этой вселенной он является слугой сына Доктора Стрэнджа — Доктора Стрэнджа младшего.

## Появление вне комиксов

### Телевидение
- В телефильме «Доктор Стрэндж» (1978) роль Вонга исполняет актёр Клайд Кусатсу[18].
- Вонг, озвученный Джорджем Такэем[19], появляется в мультсериале «Человек-паук» (1994) в серии «Доктор Стрэндж». Он помогает своему господину Доктору Стрэнджу и Человеку-пауку в борьбе против Барона Мордо.
- Вонг появляется в качестве камео в мультсериале «Супергеройский отряд» (2009).

### Кино
Вонг появляется в полнометражном мультфильме «Доктор Стрэндж» 2007 года, где его озвучивает Пол Накаучи. В отличие от классического Вонга комиксов, в этом фильме Вонг владеет магией и является учеником Древней.

### Кинематографическая вселенная Marvel
- Бенедикт Вонг исполнил роль Вонга в фильме «Доктор Стрэндж» 2016 года[20].
- Вонг появился в фильме «Мстители: Война Бесконечности» (2018)[21].
- Вонг также появился в фильме «Мстители: Финал» (2019)[22], где участвовал в последней битве с Таносом.
- Вонг появился в нескольких сценах фильма «Шан-Чи и легенда десяти колец» (2021)[23].
- Вонг фигурировал в фильме «Человек-паук: Нет пути домой» (2021)[24].
- Вонг был одним из второстепенных персонажей фильма «Доктор Стрэндж: В мультивселенной безумия» (2022)[25][26].
- Вонг участвовал в событиях сериала «Женщина-Халк: Адвокат» (2022)[27].
- Альтернативная версия Вонга появилась в мультсериале «Что, если…?» (2021)[28].

### Видеоигры
- В игре Marvel: Ultimate Alliance (2006) Вонг является неиграбельным персонажем. Его озвучил Майкл Хагивара[19].
- В мобильной игре Marvel: Future Fight (2015) Вонг является играбельным персонажем на основе его появления в фильме 2016 года.
- Вонг — игровой персонаж в Marvel Avengers Academy (2016), где его озвучил Николас Андрю Луи[19].
- Вонг фигурирует в игре Lego Marvel Super Heroes 2 (2017).
- Карта "Вонг" и её вариации доступна в Marvel Snap.
- Вонг упоминается в игре Spider-Man 2 (2023). По сюжету, Чёрная кошка проникает в Санктум Санкторум, чтобы выкрасть жезл Ватумба и, с его помощью, сбежать от охотников Сергея Кравинова, а затем отправиться в Париж и защитить свою подругу. Благодаря Майлзу Моралесу она осуществляет задуманное и отдаёт ему жезл; после этого жезл пропадает из руки Моралеса, а на его месте появляется записка от Вонга и Доктора Стрэнджа[29].